# Zugspitze

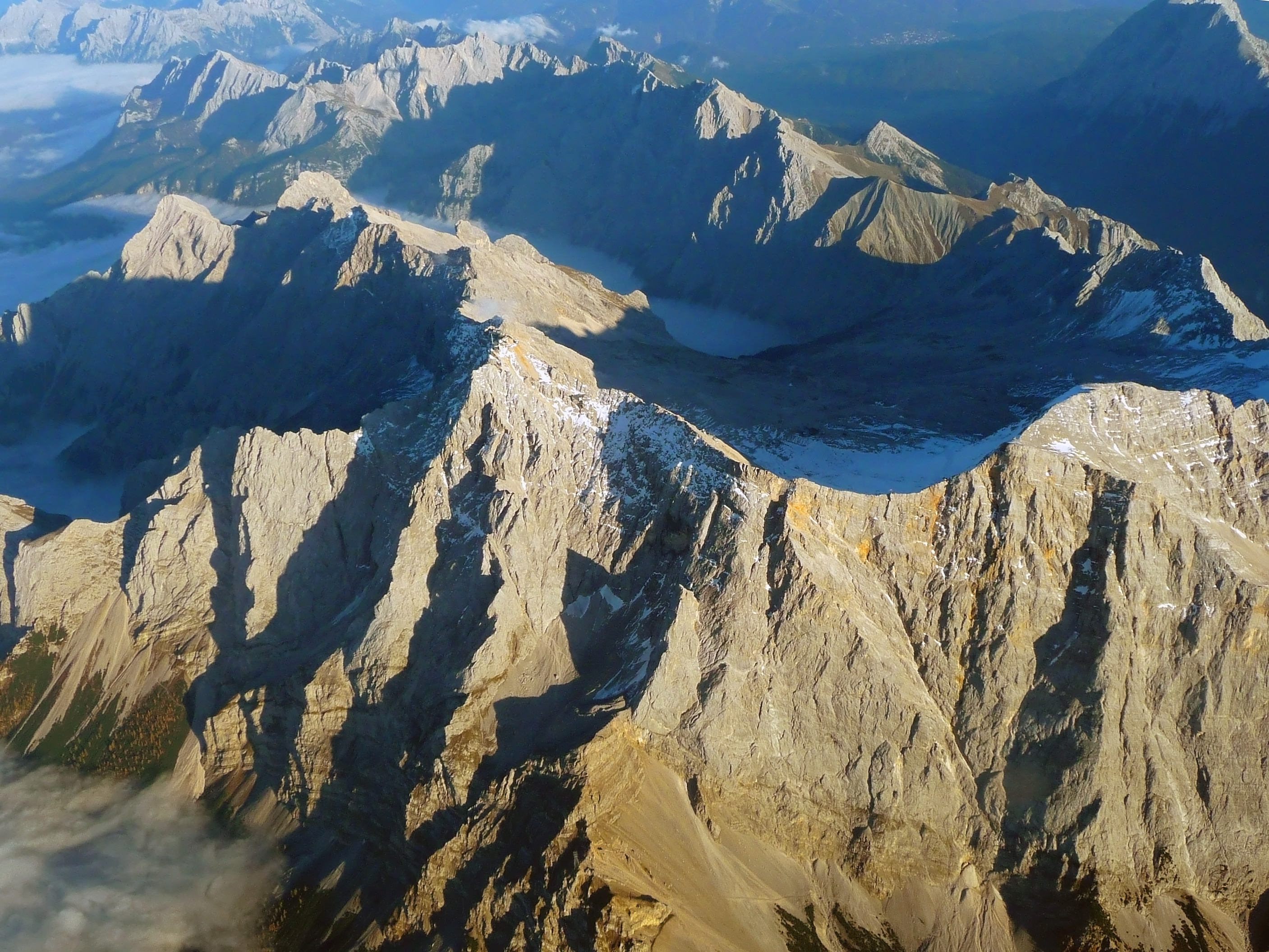

Zugspitze är Tysklands högsta berg. Toppen ligger på 2 962,06 m ö.h. i Bayerska alperna. Bergets norra del tillhör Tyskland medan södra delen tillhör Österrike. Den första bekräftade bestigningen av berget gjordes av Josef Naus, Maier Deutschl och Johann Georg Deutschl den 27 augusti 1820. Den första kvinnan att bestiga Zugspitze var Karoline Pitzner år 1853. Idag är det möjligt att med linbana komma upp till toppen, antingen med Tiroler Zugspitzbahn eller med Eibsee-Seilbahn. Man kan även åka tåg, Zugspitzbahn från Garmisch-Partenkirchen, men de sista 300 meterna sker då till fots eller med linbanan Gletscherseilbahn.
Tysklands största glaciär, Schneeferner, är belägen i närheten av bergstoppen.

## Klimat
Uppmätta normala temperaturer och -nederbörd i Zugspitze:
|                                            | Jan   | Feb   | Mar   | Apr  | Maj  | Jun  | Jul | Aug | Sep  | Okt  | Nov  | Dec   |
| ------------------------------------------ | ----- | ----- | ----- | ---- | ---- | ---- | --- | --- | ---- | ---- | ---- | ----- |
| Normaldygnets maximitemperaturs medelvärde | −7,5  | −8,2  | −6,9  | −3,8 | 1,0  | 3,7  | 6,3 | 6,3 | 3,1  | 0,7  | −4,4 | −6,7  |
| Normaldygnets minimitemperaturs medelvärde | −13,0 | −13,8 | −12,3 | −9,4 | −4,6 | −1,8 | 0,6 | 0,8 | −2,0 | −4,5 | −9,6 | −12,2 |
|                                            |       |       |       |      |      |      |     |     |      |      |      |       |
| Nederbörd                                  | 172   | 160   | 228   | 179  | 161  | 186  | 188 | 182 | 145  | 114  | 179  | 188   |

| Diagram | temperaturer i °C • månadsnederbörd i mm | temperaturer i °C • månadsnederbörd i mm | temperaturer i °C • månadsnederbörd i mm | temperaturer i °C • månadsnederbörd i mm | temperaturer i °C • månadsnederbörd i mm | temperaturer i °C • månadsnederbörd i mm | temperaturer i °C • månadsnederbörd i mm | temperaturer i °C • månadsnederbörd i mm | temperaturer i °C • månadsnederbörd i mm | temperaturer i °C • månadsnederbörd i mm | temperaturer i °C • månadsnederbörd i mm | temperaturer i °C • månadsnederbörd i mm |
|         | 172 -8 -13                               | 160 -8 -14                               | 228 -7 -12                               | 179 -4 -9                                | 161 1 -5                                 | 186 4 -2                                 | 188 6 1                                  | 182 6 1                                  | 145 3 -2                                 | 114 1 -5                                 | 179 -4 -10                               | 188 -7 -12                               |